# (849) Ara
(849) Ara es un asteroide perteneciente al cinturón de asteroides descubierto el 9 de febrero de 1912 por Serguéi Beliavski desde el observatorio de Simeiz en Crimea.
Está nombrado por la American Relief Administration).